# Jaya-Vijaya

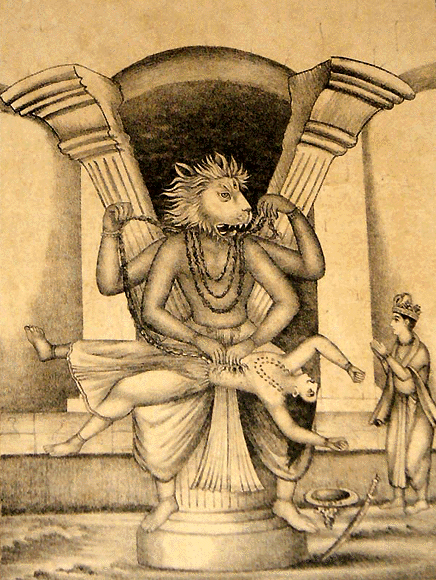
Hiranyakashipu tué par Narasimha

Jaya et Vijaya sont deux demi-dieux gardiens des Portes (Dvarapala) de la demeure de Vishnu, connue comme Vaikuntha (lieu de l'éternel bénédiction),.

## Le sort des quatre Kumaras
Selon une histoire du Bhagavata Purana, les quatre Kumaras, Sanaka, Sanandana, Sanatana, et Sanatkumara qui sont les manasputras de Brahma (les fils nés du pouvoir de l'esprit et la pensée de Brahma), visitèrent Vaikuntha, la demeure de Vishnu, pour le voir.
| - Sculpture de Jaya, gardien de l'entrée du Sanctuaire de Vishnu au temple de Chennakeshava à Belur - Sculpture de Vijaya, gardien de l'entrée du Sanctuaire de Vishnu au temple de Chennakeshava à Belur |

Grâce aux forces de leur tapas, les quatre Kumaras apparaissent simplement comme des enfants, bien qu'ils soient plus bien plus âgés. Jaya et Vijaya, les gardiens des portes de Vaikuntha arrêtent les Kumaras à l'entrée, pensant qu'ils sont des enfants. Ils disent aux Kumaras que Sri Vishnu se repose et ne peut pas les recevoir.  Les Kumaras enragés répondent à  Jaya et Vijaya que Vishnu est disponible pour ses fidèles n'importe quand, qu'ils seront maudits, devront renoncer à leur divinité, naitre sur Terre comme de simples mortels (bhuloka, ou physiquement plane), et vivre comme des Êtres Humains normaux. Vishnu apparait, les gardiens lui demandent de lever le sort des Kumaras. Vishnu répond que ce sort ne peut être inversé. 
Mais il donne à Jaya et Vijaya deux options. La première est de naître sept fois sur Terre en tant que fidèles de Vishnu, tandis que la seconde est de naitre trois fois en tant que son ennemi. Après avoir effectué chacune de ces sentences, ils pourront réintégrer leur statut de Vaikuntha et être avec lui en permanence. Jaya et Vijaya ne peuvent supporter l'idée de loin de Vishnu pendant sept vies. Alors, ils choisirent de naitre trois fois sur Terre en tant que son ennemi. (cette histoire est aussi utilisée comme une métaphore à propos du coût des transgressions commises dans « le Gospel de Sri Ramakrishna ».)
Dans leur première vie, ils sont nés comme Hiranyakashipu et Hiranyaksha  dans le Krita Yuga, de Diti (fille de Daksha Prajapathi) et du sage Kashyapa et furent tués par Vishnu prenant la forme de Varaha, un sanglier et Narasimha, un homme-lion dans le Satya Yuga.
Dans leur seconde vie ils sont nés comme Ravana et Kumbhakarna et furent tués par Vishnu descendant de  Rāma dans le Treta Yuga.
Et dans leur troisième vie comme Shishupala et Dantavakra, ils furent tués par Vishnu descendant de Krishna dans le Dvapara Yuga.
Il est à noter que beaucoup des pouvoirs de Jaya et Vijaya déclinent graduellement à chaque naissance. Vishnu demande un avatar à chaque fois qu'il tue Hiranyaksha et Hiranyakashipu. Né comme Rāma, il fut capable de vaincre à la fois Ravana et Kumbhakarna. Dans son avatar tueur de Shishupala et de Danthavakra sa motivation principale n'est pas de tuer mais plutôt de réduire le 'Bhoobhara" (Le fardeau de la  mère Terre par beaucoup de pêcheurs).

## Gardien des Portes des Temples de Vishnu

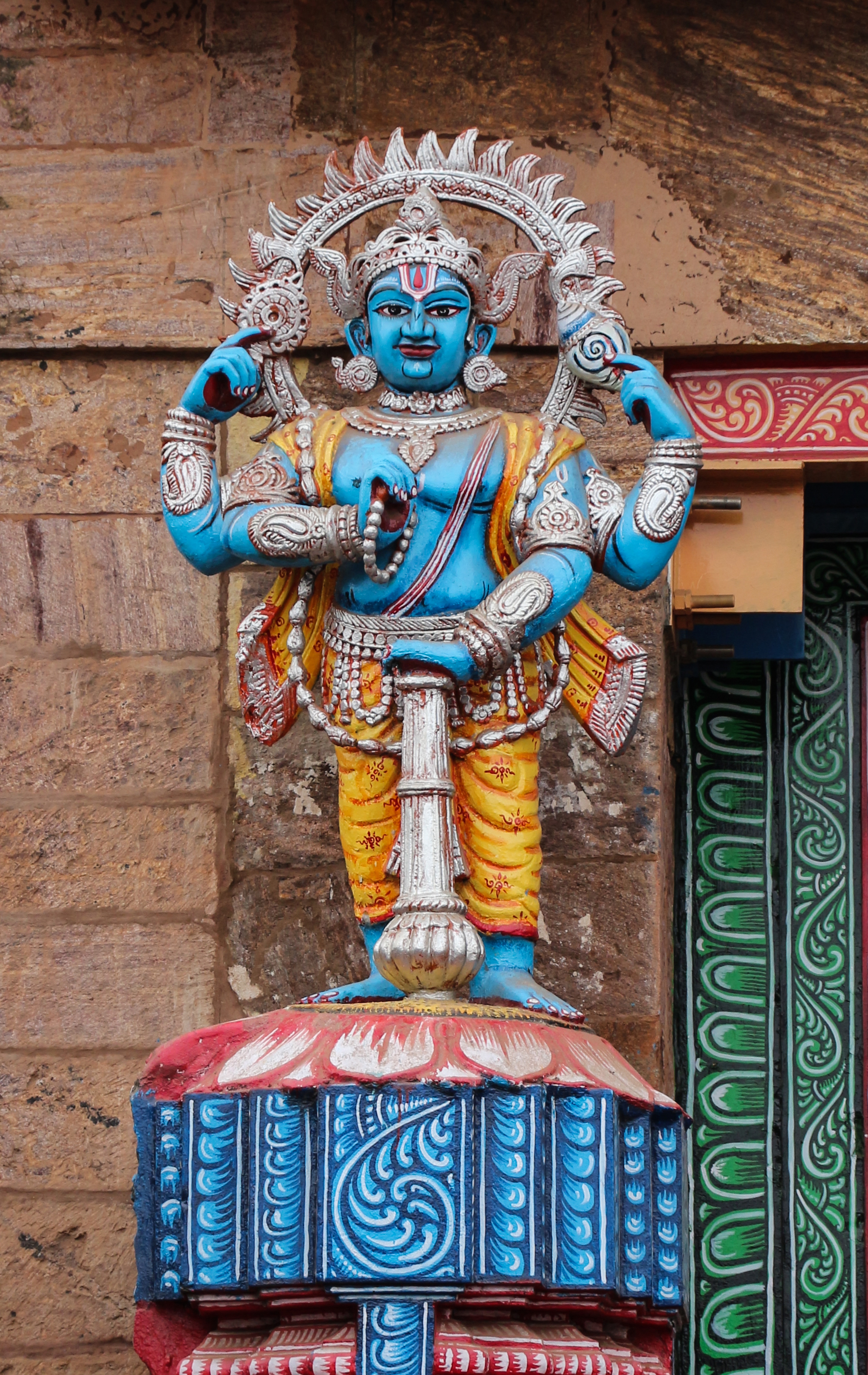
Statue de Vijaya à l'entrée de Jagannath Temple, Puri.

Dans l'ère Moderne, en Sanskrit comme dans le Kali Yuga, Jaya et Vijaya sont libres de leur sort, et ils peuvent être considérés comme gardiens des temples de Vishnu et des temples apparentés avec Vishnuvisme. On peut voir les statues de Jaya-Vijaya debout devant les temples de Venkateswara à Tirumala, de Jagannath à Puri, et de Ranganatha à Srirangam.